# 100% Yes
100% Yes è il terzo album in studio della band londinese Melt Yourself Down, pubblicato il 19 giugno 2020 per la Decca Records.

## Tracce
1. Boot And Spleen – 3:47
2. This Is The Squeeze – 3:53
3. Born In The Manor – 3:55
4. Every Single Day – 3:43
5. It Is What It Is – 3:04
6. From The Mouth – 4:33
7. Crocodile – 3:38
8. Don't Think Twice – 3:17
9. Chop Chop – 3:09
10. 100% Yes – 6:54